# Salzkammergut-Konsum
Der Salzkammergut-Konsum (mit vollem Namen: Konsumgenossenschaft Salzkammergut regGenmbH) war bis zu ihrem Konkursantrag am 23. Mai 2011 die letzte Konsumgenossenschaft in Oberösterreich. Durch diesen Firmenzusammenbruch reduzierte sich die Zahl der in Österreich aktiven Konsumgenossenschaften auf zehn.

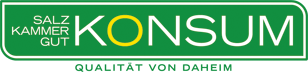
Letztes Logo des Salzkammergut-Konsum 2006–2011

## Geschichte

### Die Ortskonsumgenossenschaften 1868–1945
Die Gründung des Salzkammergut-Konsum geht auf das Jahr 1868 zurück, als sich am 6. Jänner in Hallstatt einige Salinen- und Forstarbeiter zusammenfanden, um den Arbeiterkonsumverein in Hallstatt zu konstituieren. Grundgedanke war, die wirtschaftliche Lage der Arbeiterschaft im inneren Salzkammergut zu verbessern. Im Laufe des gleichen Jahres nahmen Konsum-Vereine in Goisern, Ebensee und Ischl ihren Betrieb auf.
Ab 1875 versorgte der Konsum Obertraun und 1912 kam ein Laden in Traunkirchen dazu, ergänzt 1927 mit der Übernahme der Abgabestelle in St. Wolfgang. In den Anfängen war der Verkauf von Waren nur an eingetragene Mitglieder erlaubt, es gab also kein Laufkundengeschäft. Mit der Umwandlung Österreichs in einen Ständestaat (1934) wurde mit dem Untersagungsgesetz der Errichtung weitere Konsumläden ein Ende bereitet. Der Anschluss brachte weitere Einschränkungen, schließlich kam 1943 die Auflösung der Konsumgenossenschaften im Salzkammergut und die Übergabe des Besitzes an die Deutsche Arbeitsfront.

### Die Bezirksgenossenschaft 1945–1999
1945 kamen die Funktionäre überein, nicht die Ortskonsumvereine zu reaktivieren, sondern eine „Konsumgenossenschaft Salzkammergut“ mit Sitz in Bad Goisern zu bilden, die fortan alle Konsumgeschäfte, damals noch Abgabestellen genannt, in den Gemeinden des Gerichtsbezirkes Bad Ischl und Teilen des Gerichtssprengels Gmunden führte. Bereits 1954 war das Unternehmen finanziell so gut ausgestattet, dass im Zentrum von Bad Ischl ein Haus angekauft werden konnte, das nicht nur Lebensmittel anbot, sondern auch Abteilungen für Textil-, Haushalts- und Eisenwaren unterhielt. Ab 1960 begann das Zeitalter der Selbstbedienung, bis Mitte des Jahrzehnts erfolgte die Umstellung aller Filialen, weiters nahm in Bad Goisern ein neues Zentrallagerhaus seinen Dienst auf, dass die über den Bezirk verteilten kleinen Magazine ablöste.
In den 1970er Jahren erbaute das Unternehmen drei Konsum-Märkte in Bad Goisern, Bad Ischl und Ebensee, die Bezeichnung Markt signalisierte eine Verkaufsfläche zwischen 800 m² und 1.000 m². Im gleichen Zeitraum eröffnete der KGM – Konsum Großmarkt in Bad Ischl Sulzbach, welcher mit einer Gesamtfläche (inkl. 300 Parkplätze) von 5.200 m² die größte Verkaufseinheit der Genossenschaft darstellte und die ersten Jahre sehr gute Gewinne abwarf. 1977/78 war für viele Konsumgenossenschaften in Österreich ein „Fusionsjahr“, es gab Bestrebungen, dass sich alle Betriebe im Bundesgebiet zum „Konsum Österreich“ vereinen. Auf einer Sitzung aller Funktionäre, erweitert um die Bürgermeister der Einzugsgemeinden, wurde der Beschluss gefasst, selbständig zu bleiben. Mehr als ein Dutzend Genossenschaften hat damals die Aufnahme in den Zentralkonsum verweigert, so blieben auch der Ausseerland-Konsum, der Konsum Abtenau und einige Konsumvereine in Vorarlberg eigenständig.
In den 1980er und 1990er Jahren wurden weiterhin kleinere Standorte geschlossen und bestehende Betriebsstätten adaptiert. Per Ende 1993 unterhielt der Salzkammergut-Konsum Filialen in Bad Goisern (2 Standorte), Bad Ischl (6×), Ebensee (3×), Gosau (2×), Hallstatt (2×), Obertraun, Traunkirchen, Strobl, St. Wolfgang im Salzkammergut, Rußbach am Paß Gschütt, Annaberg-Lungötz (2×). Im Zeitraum von 1966 bis 1991 hatte sich die Anzahl der Filialen von 38 auf 22 verringert, im Gegenzug ist die Gesamtverkaufsfläche von 2.066 m² auf 11.743 m² gestiegen, dass hieß auf den einzelnen Laden herabgebrochen, einen Anstieg der durchschnittlichen Verkaufsfläche pro Filiale von 54 m² auf 529 m². Das spiegelte sich auch in den Gesamtumsatzzahlen wider, die 1977 mit 243 Millionen Schilling und 1991 mit rund 500 Millionen Schilling ausgewiesen wurden.

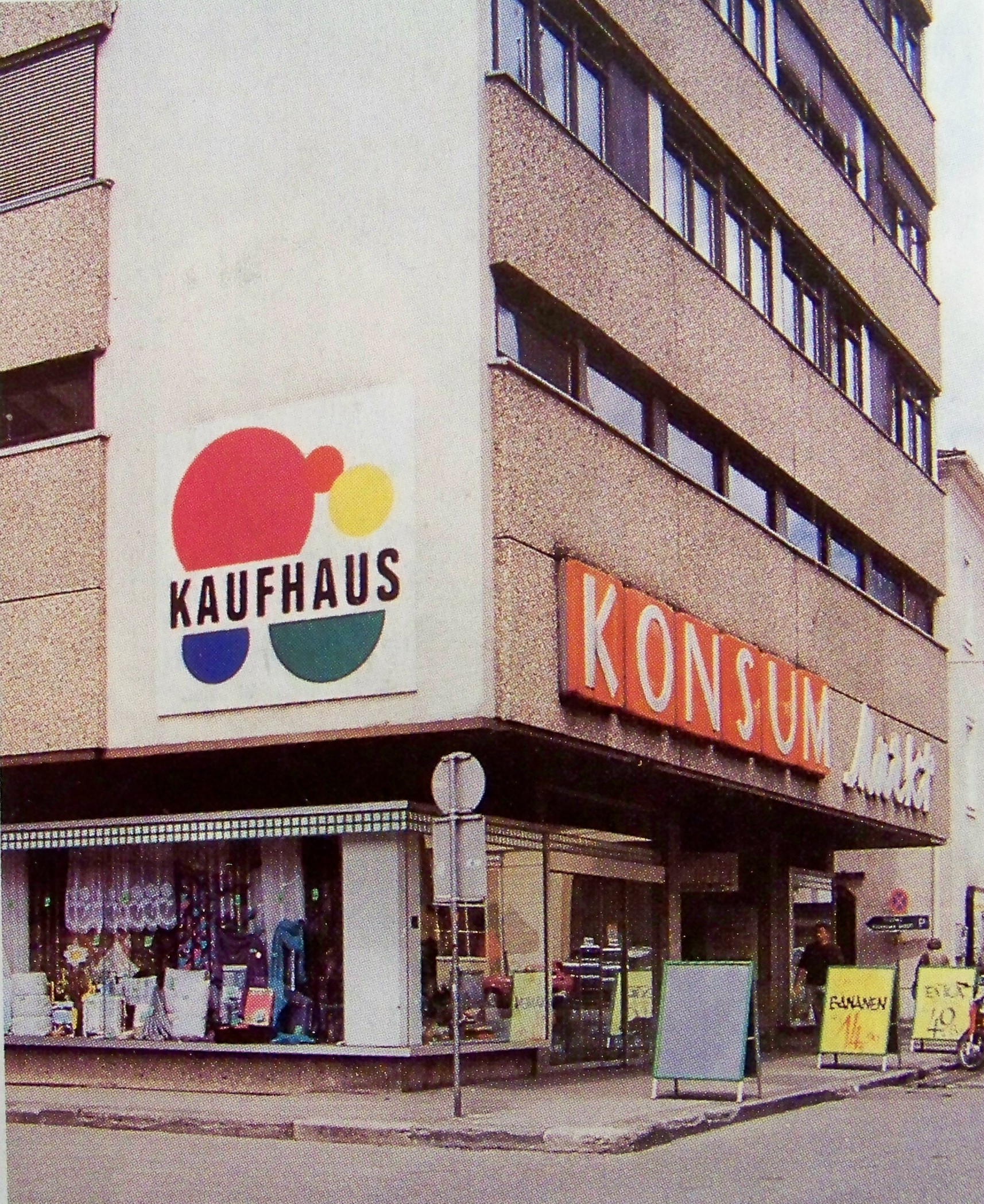
Konsum-Markt Bad Ischl am Auböckplatz, von 1973 bis 2011 existierend, aufgenommen 1993

1995 kam es zu einer Zäsur, von der sich auch diese Genossenschaft mittelfristig nicht mehr erholen sollte, der Konsum Österreich meldete Ausgleich an. Dadurch entstand zum einen ein Image-Schaden, schließlich war die Konsumpleite wochenlang in den Medien präsent, zum anderen brach der wirtschaftliche Austausch mit dem großen Bruder zusammen. Der Warenfluss ging in beide Richtungen, der Konsum Österreich belieferte auch die selbständigen Konsum mit seinen Eigenmarken (Knäbchen Schokolade, coop Rum, Herrenhaus Wein etc.) und bezog von der Konsum-Mühle in Bad Goisern Mehllieferungen.
Schließlich wurde auch der Ladenbau und das Filialdesign mit Unterstützung der Großgenossenschaft durchgeführt, darum konnte ein Otto Normalverbraucher praktisch nur am Kassenbon ersehen, ob er seinen Einkauf im Konsum Österreich oder einem eigenständigen Konsum tätigte. Aus diesem Grund kam es auch im Salzkammergut dazu, dass Kunden abwanderten, weil hier ebenfalls viele von einer Konsumpleite ausgingen. Die Gegenmaßnahmen von Seiten des Managements hielten sich sehr in Grenzen, 1996 präsentierte man für die Flugblätter und die Filialen ein neues Logo, der „Overhead-Bereich“, sprich Zentralverwaltung, Fuhrpark und Zentralmagazin, wurde aber nicht angetastet. In Kombination mit dem weiteren Eindringen von aggressiven Mitbewerbern in das innere Salzkammergut führte das fortlaufend zu einer Verschlechterung der wirtschaftlichen Situation.

### Der ADEG-Partner 1999–2011
Erst als Anfang 1999 externe Berater und eine neue Geschäftsführung ihren Dienst aufnahmen, kam es zu tiefer gehenden Reformen. Der Wareneinkauf und die Logistik wurden an ADEG abgegeben, das KGM-Einkaufszentrum wurde mehrfach umbenannt und fungierte nacheinander als ADEG-Center, Edeka-Center und Magnet, weiters erhielten alle Geschäfte ein modernes Warenwirtschaftssystem. Die fünf Bekleidungsfachmärkte und alle Eisenwaren-Abteilungen in den Konsum-Märkten wurden aufgelöst.
Im letzten Jahrzehnt ihres Bestehens konzentrierte sich der Salzkammergut-Konsum nochmals auf die Erweiterung des Filialnetzes. Das einige Jahre als Franchise-Betrieb geführte KGM-ADEG-Center wurde vom Partner angekauft, der im Gegenzug einiger ADEG und Contra-Geschäfte außerhalb des angestammten Tätigkeitsbereiches zur Verfügung stellte. Aus diesem Grund agierte man einige Zeit auch in den Gemeinden Frankenburg am Hausruck, Mondsee, St. Georgen im Attergau und Pinsdorf, weiters wurde von der selbständigen Konsumgenossenschaft Abtenau reg.Gen.m.b.H. der Konsum-Markt in Abtenau mittels Pachtvertrag übernommen.
Im Endeffekt brachten diese Neuzugänge nicht den erhofften Gewinn. Die letzten Jahre des Bestehens waren gezeichnet von Filialschließungen und entsprechenden Mitarbeiterabbau. Das bereits beim Konsum Österreich zu beobachtende Phänomen, dass Immobilien verkauft und sogleich zurückgemietet werden, sah man auch im Salzkammergut. Zum Zeitpunkt des Konkursantrages sollten von einstmals 20 Häusern nur mehr 2 im Eigenbesitz der Genossenschaft sein.

### Der Konkurs 2011
Im letzten Jahr des Bestandes waren von einstmals 400 Mitarbeitern (1993) noch 140 aktiv, die Filialstruktur hat sich von über 20 auf 11 Läden verringert, die in den Gemeinden Bad Goisern (2×), Bad Ischl (3×), Gosau, Obertraun, Hallstatt, Ebensee, Annaberg und Lungötz betrieben wurden. Die Bilanzdaten zeigten ebenfalls ein deutliches Bild: Entsprach 1991 (umgerechnet in Euro) der Umsatz noch rund 36,3 Millionen, lag man 2007 bei 20,9 Millionen und schließlich 2010 nur mehr bei 15,7 Millionen Euro. Eine Talfahrt hatte auch die Anzahl der Genossenschafter erlebt, waren es zum 125. Bestandsjubiläum im Jahre 1993 noch über 9.000, so konnten 2011 nur mehr rund 3.000 eine Konsum-Mitgliedskarte vorweisen.
Nachdem nicht einmal mehr durch massive Liegenschaftsverkäufe genügend Geld für den Betrieb aufgebracht werden konnte, kam am 23. Mai 2011 schließlich das absehbare Ende, es wurde beim Landesgericht Wels ein Konkursantrag eingebracht. Die elf Konsumfilialen wurden zwischen der Unternehmensgruppe Pfeiffer (Unimarkt, Nah & Frisch) und der Rewe-Tochter ADEG AG wie folgt aufgeteilt:
- Unimarkt übernahm den Konsum-Markt Bad Goisern per Juli 2011 als Filiale.[7]
- ADEG erwarb die Konsumstandorte in Gosau, Ebensee und Bad Ischl (Haiden). Nach Um- und Neubauarbeiten an den Liegenschaften wurden diese an Adeg-Kaufleute verpachtet.[8][9]
- Nah & Frisch sicherte sich die Konsumfilialen in Bad Goisern (St. Agatha), Obertraun, Hallstatt, Bad Ischl (Auböckplatz), Bad Ischl (Kaltenbach), Annaberg und Lungötz. Für diese Geschäfte wurden vom Großhändler Pfeiffer selbständige Kaufleute unter Vertrag genommen.[10]

Ein weiterer Aspekt dieser Pleite ist die Genossenschafterhaftung in Höhe von 145 Euro für jedes der rund 3.000 Mitglieder. Im Gegensatz zur Abwicklung des großen Bruders Konsum Österreich im Jahre 1995, bei dem kein Haftungsfall eingetreten ist, sah sich der Masseverwalter Anfang Dezember 2011 gezwungen, an die Genossenschafter im Salzkammergut eine Zahlungsaufforderung zu senden. Laut Medienberichten sind neben den Mitarbeitern auch viele alte Kunden, Mindestrentner und Pflegeheimbewohner betroffen, gleichzeitig hat aber die Handelskette Unimarkt eine Unterstützungsaktion für Betroffene in Form von Gutscheinen angekündigt. Einige dieser Aufforderungen sind an bereits verstorbene Adressaten ergangen, in diesem Fall müssen die Erbe zahlen, weil Genossenschaftsanteile vererblich sind.

## Tochterunternehmen SBFG
Die SBFG Salzkammergut Back- und Fleischwaren GmbH mit Sitz in Bad Goisern war ein Produktions- und Zulieferbetrieb des Salzkammergut-Konsum und einige Jahrzehnte auch für die Nachbargenossenschaft in Bad Aussee. Die Produktionssparte war fast so alt wie die Genossenschaft selbst. Bereits 1873 wurde in Bad Goisern eine Bäckerei gebaut, ein Jahr darauf – ebenfalls in Goisern – eine Mühle angekauft und schließlich 1884 mit dem Betrieb einer Fleischerei begonnen. Ab 1969 wurden bis auf die Mühle alle Produktionsstätten unter Beteiligung des Ausseerland-Konsums ausgegliedert. Ende der 1990er Jahre verkaufte dieser seine Anteile, die SBFG wurde zu 100 % Tochter des Konsum Salzkammergut. Die Firma stellte 50 Arbeitsplätze, belieferte rund 80 Großkunden in der Region, vom Gasthaus bis zum Krankenhaus, weiters auch Lebensmittelmärkte, zum Beispiel auch die Ausseerland-Unimärkte.
Im Mai 2011 ging mit dem Konsum auch die SBFG in Konkurs, der Teilbereich Fleischhauerei wurde geschlossen, der Rest zunächst vom Masseverwalter weitergeführt. Mit August wurde der Backbetrieb von einem Bad Ischler Unternehmer gekauft, der unter dem Namen SKG Backwaren und Lebkuchen GmbH den Kundenstock und 18 Mitarbeiter übernahm.
Die Bezeichnung der Backware hat in weiterer folge den Untergang des Konsums „überlebt“. Auch aktuell (Stand 2016) werden durch das Nachfolgeunternehmen SKG Backwaren und Lebkuchen GmbH weiterhin die Produkte als Konsumbrot und aus der Konsumbäckerei stammend angeboten. Im Großhandel ist ein Gutteil der Vertragspartner des Konsums erhalten geblieben, es werden Altersheime, Gasthäuser, Krankenhäuser, Hotels und Internate beliefert. Der Verkauf im Einzelhandel erfolgt in rund 20 Geschäften, davon sind über die Hälfte ehemalige Filialen vom Salzkammergut–Konsum (Nah&Frisch, Adeg) und des Ausseerland–Konsums (Unimarkt).